# Kala e Dodës
Kala e Dodës là một xã trong quận Dibër thuộc hạt Dibër, Albania. Dân số năm 2005 là 4036 người.